# کاتالینا دنیس
کاتالینا دنیس (به انگلیسی: Catalina Denis) (زاده ۱۹۸۵) بازیگر کلمبیایی است.

## فیلم‌شناسی
از فیلم‌های معروف او می‌توان به بازی در فیلم عمارت‌های آجری اشاره کرد.